# Lago Rotoiti
El lago Rotoiti es un lago en la región de Bay of Plenty, Nueva Zelanda. Es el lago más al noroeste en una  cadena de lagos formados dentro de la caldera Okataina. El lago está cerca de la costa norte del lago Rotorua, los cuales se conectan por medio del canal Ohau. Desemboca en el río Kaituna, el cual afluye en Bay of Plenty, cerca de Maketu.
El lago Rotoiti tiene baños de aguas termales de aguas en la orilla sur, la cual es accesible por barco.

## Nombre
El nombre completo del lago es Te Rotoiti-cometa-un-Īhenga, el cual en idioma maorí significa "El pequeño lago descubierto por Īhenga", al explorador maorí también se le atribuye el descubrimiento del lago Rotorua. La leyenda dice que el lago fue nombrado así porque cuando Ihenga lo vio por primera vez, sólo fue capaz de ver una parte pequeña de él y pensó el lago era mucho más pequeño.

## Calidad del agua
Desde los años 1960s, la calidad del agua del lago ha sido negativamente afectada por la entrada de agua rica en nitrógeno del lago Rotorua, la escorrentía agrícola de las granjas circundantes y las filtraciones de los tanques sépticos domésticos. Los efectos de esto incluyeron una casi permanente proliferación de algas en el brazo Okere del lago y el crecimiento de malezas acuáticas en otras áreas inmóviles del lago. Una barrera para desviar el agua rica en nutrientes del lago Rotorua al río Kaituna fue  completado a finales de 2008.
El Consejo Regional de Bay of Plenty esperó ver mejoras en la calidad del agua del lago en los siguientes cinco años  y el programa Rotorua Te Arawa Lakes reportó en 2013 que la intervención mejoró significativamente la calidad del agua. La calidad del agua es la más alta en décadas, en camino de cumplir con los objetivos establecidos por el programa para cumplir con las expectativas de la comunidad.